# Bauhinia candelabriformis
Bauhinia candelabriformis är en ärtväxtart som beskrevs av John Macqueen Cowan. Bauhinia candelabriformis ingår i släktet Bauhinia och familjen ärtväxter. Inga underarter finns listade i Catalogue of Life.